# Invasion Zone (Kaiju Version)
Invasion Zone (Kaiju Version) é uma canção de Ricardo Cruz lançada em single digital em 15 de maio de 2020. Foi o segundo single solo da carreira do cantor.

## Produção
Cruz vinha pensando sobre uma canção para homenagear monstros gigantes da cultura pop japonesa (kaijus). Por coincidência, a Wizards of the Coast, empresa responsável pelo jogo Magic: The Gathering, havia se juntado ao estúdio TOHO para uma produção colaborativa de uma nova coleção chamada "Ikoria: Terra de Colossos" (Ikoria: Lairs of Behemoths no original), inspirada nas mesmas criaturas; assim, quando o convite foi feito, revelou-se uma boa oportunidade para ambas as partes.
A parceria rendeu duas versões da música, uma em português e outra em japonês; além de um videoclipe com estética pensada para a temática das obras produzido para o YouTube.
Devido à pandemia de COVID-19 no Brasil, tudo foi feito remotamente. A canção e o videoclipe foram lançados no mesmo dia em que a nova coleção do jogo.
A música é a primeira do vindouro álbum Invasion Zone, que Cruz pretende lançar. Ao longo dos anos, o cantor vem lançando variados singles que comporão a obra.

## Faixas
| N.º            | Título                          | Letras         | Música         | Arranjo        | Duração |  |
| 1.             | "Invasion Zone (Kaiju Version)" | Ricardo Cruz   | Ricardo Cruz   | Lucas Araujo   | 5:08    |  |
| Duração total: | Duração total:                  | Duração total: | Duração total: | Duração total: | 5:08    |  |

## Créditos

### Música:
Ricardo Cruz: composição, letras, voz e backing vocals
Lucas Araujo: arranjo, guitarra e baixo
Leonardo Pagani: bateria
Paulo Beto: teremim
Felippe Pipeta: trompete
Ruben Marley Brandão Britto: trombone
Michele Menezes: soprano
Alex Macedo: mixagem e masterização
Alessandro Von Victor: urro estridente

### Vídeo:
Alessandro Von Victor: direção, direção de arte e arte
Ricardo Cruz: edição
Pepeu Sorrentino: animação e 3D